# Phyllodactylus lepidopygus
Phyllodactylus lepidopygus är en ödleart som beskrevs av  Johann Jakob von Tschudi 1845. Phyllodactylus lepidopygus ingår i släktet Phyllodactylus och familjen geckoödlor. Inga underarter finns listade i Catalogue of Life.